# Steven Mithen
Steven John Mithen FBA (Ashford, 16 de octubre de 1960) es un catedrático inglés de Arqueología en la Universidad de Reading. Ha escrito gran número de libros,  incluyendo Los neandertales cantaban rap: los orígenes de la música y el lenguaje (2005) y Arqueología de la mente: orígenes del arte, de la religión y de la ciencia (1996).

## Biografía
Nació en Ashford, condado de Kent, hijo de William y Path Mithen. Obtuvo el Bachelor of Arts en 1983, por la Universidad de Sheffield, y el Master of Science al año siguiente, por la Universidad de York. En 1988, logró el Ph.D. por la Universidad de Cambridge. En 1987, ingresó como research fellow en el Trinity Hall de Cambridge. Durante su labor para este organismo publicó Thoughtful Foragers: A Study of Prehistoric Decision Making (1990), donde trata a la mente humana como el producto biológico surgido de la forma en que los humanos superaban los problemas de recolección.
Después de obtener su Ph.D., entró a formar parte del McDonald Institute for Archeological Research, en 1990. Tras su paso por esta institución, en 1992 entró a formar parte del personal docente de la Universidad de Reading, primero como profesor asistente (lecturer), profesor adjunto (reader) y, a partir del año 2000, como profesor de Prehistoria, llegando a ser jefe de departamento. En estos años, especialmente durante la década de los 90, publicó numerosos libros y artículos enmarcados en la corriente de la Nueva Arqueología o arqueología posprocesual, en relación con los procesos cognitivos.

## Fluidez cognitiva
La fluidez cognitiva es un término empleado por primera vez por Mithen en su libro Arqueología de la mente.
El concepto describe cómo una mente de primate modular ha evolucionado a la mente humana moderna, mediante la combinación de diferentes maneras de procesar el conocimiento, y utilizando herramientas para crear una civilización moderna.Los humanos modernos difieren de los arcaicos por ser capaces de lograr pensamientos originales, los cuales son a menudo enormemente creativos y se basan en la metáfora y la analogía. Como tal, la fluidez cognitiva es un elemento clave  de la consciencia activa humana. El término ha sido utilizado principalmente para diferenciar la mente de los humanos modernos, especialmente aquellos después del 50 000 B.P., con la de los humanos arcaicos como el Homo neanderthalensis y el Homo erectus. Estos últimos es probable que hayan tenido una mente que en origen fue de dominio específico estructuralmente; una serie de dominios cognitivos, aislados en gran parte, para operar en los mundos social, material y natural. Así, son denominadas «mentes navaja suiza», con un conjunto de módulos de inteligencia especiales para dominios específicos tales como el social, el histórico-natural, el técnico y el lingüístico.Con la llegada de los humanos modernos, los límites entre estos dominios habrían sido en parte difuminados por el modo atento, y por lo tanto la cognición se ha convertido menos compartimentada y más fluida. El conocimiento es, por supuesto, atento y autorreflexivo, y el rol de las inteligencias modulares en el «modo predeterminado» neuroólogico es una cuestión de actual investigación en el conocimiento autorreflexivo humano.
Mithen emplea una aproximación interdisciplinaria, combinando observaciones de la ciencia cognitiva, la arqueología y otros campos, en un intento por ofrecer una descripción verosímil de la evolución intelectual prehistórica.

## Publicaciones

### Libros académicos generales
- Thoughtful foragers: a study of prehistoric decision making. Cambridge, Inglaterra: Cambridge University Press. 1990. ISBN 0-521-35570-2.
- The Prehistory of Mind: a search for the origins of art, religion, and science. Londres: Thames and Hudson. 1996. ISBN 0-500-05081-3.
  - Traducido al español como: Arqueología de la mente: orígenes del arte, de la religión y de la ciencia. Barcelona: Crítica. 1998. ISBN 978-8-47-423903-4.
- Creativity in human evolution and prehistory. Nueva York: Routledge. 1998. ISBN 0-415-16096-0.
- Problem-solving and the evolution of human culture. Londres: Institute for Cultural Research. 1999. ISBN 0-904674-25-8.
- After the Ice: a global human history, 20,000-5000 BC. Cambridge, Massachusetts: Harvard University Press. 2003.
- The Singing Neanderthals: The Origins of Music, Language, Mind and Body. Cambridge, Massachusetts: Harvard University Press. 2005.
  - Traducido al español como: Los neandertales cantaban rap: los orígenes de la música y el lenguaje. Barcelona: Crítica. 2007. ISBN 978-8-48-432887-2.

### Libros académicos técnicos
- Mithen, S. J. et al. (2006). The early prehistory of Wadi Faynan, Southern Jordan: excavations at the pre-pottery neolithic A site of WF16 and archaeological survey of Wadis Faynan, Ghuwayr and Al Bustan. Oxford: Oxbow.ISBN 1-84217-212-3 ISBN 1-84217-212-3 1-84217-212-3
- Mithen, S. J. (2000). Archaeological fieldwork on Colonsay, computer modelling, experimental archaeology and final interpretations. Cambridge: McDonald Institute for Archaeological Research.ISBN 1-902937-11-2 ISBN 1-902937-11-2 1-902937-11-2
- Mithen, S. J. (2000). Hunter-gatherer landscape archaeology: the Southern Hebrides Mesolithic project, 1988-98. Cambridge: McDonald Institute for Archaeological Research. ISBN 1-902937-12-0 1-902937-12-0

### Artículos académicos
- Whitehead, P. G. et al. (2008). «Modelling of hydrology and potential population levels at Bronze Age Jawa, Northern Jordan: a Monte Carlo approach to cope with uncertainty». Journal of Archaeological Science. 35 (3), pp. 517-529.
- Machin, A. J.; Hosfield, R. T. y Mithen, S. J. (2005). «Testing the functional utility of handaxe symmetry: fallow deer butchery with replica handaxes». Lithics: the Journal of the Lithic Studies Society. 26, pp. 23-37.
- Mithen, S. J. (2005). «Ethnobiology and the evolution of the human mind». Journal of the Royal Anthropological Institute. 12, pp. 45-61.
- Mithen, S. J.; Finlayson, B. y Shaffrey, R. (2005). «Sexual symbolism in the Early Neolithic of the southern Levant: pestles and mortars from WF16». Documenta Prahistorica. 32, pp. 103-110.
- Mithen, S. J. (2004). «Neolithic beginnings in Western Asia and beyond». British Academy Review. 7, pp. 45-49.
- Mithen, S. J. (2004). «The Mesolithic experience in Scotland». En A. Saville (Ed.), Mesolithic Scotland: The Early Holocene Prehistory of Scotland and its European Context (pp.243-260). Edimburgo: Society of Antiquaries of Scotland.

### Capítulos de libro
- Smith, S. J.; Hughes, J. K. y Mithen, S. J. (2009). «Explaining global patterns in Lower Palaeolithic technology: simulations of hominin dispersal and cultural transmission using 'Stepping Out'». En S. Shennan (Ed.), Pattern and Process in Cultural Evolution. California: University of California Press. ISBN 9780520255999
- Mithen, S. J. (2006). «Overview and response to reviewers of The Singing Neanderthals». En Cambridge Archaeological Journal. 16, pp. 97-112.
- Mithen, S. J. (2006). «The evolution of social information transmission in Homo in Social Information Transmission and Human Biology». (Eds. Wells, J. C. K., Strickland, S. S. and Laland, K.) CRC Press, London, pp. 151–170
- Mithen, S. J., Pirie, A. E. and Smith, S. (2006) Newly discovered chipped stone assemblages from Tiree. Discovery and Excavation in Scotland, 6, 22.
- Mithen, S. J. (2004) ‘Stone Tools’, ‘Fire’, ‘Wooden Tools’, ‘Grinders & Polishers’, ‘Cereal Agriculture’, and the ‘Earliest Art’ in The Seventy Great Inventions of the Ancient World (Ed. Fagan, B.) Thames & Hudson, London, pp. 21–27, 32-33, 91-94, 215-219
- Mithen, S. J. (2004) Contemporary Western art and archaeology in Substance, Memory, Display: archaeology and art (Eds. Renfrew, C., DeMarrais, E. and Gosden, C.) McDonald Institute for Archaeological Research, Cambridge, pp. 153–168
- Mithen, S. J. (2004) From Ohalo to Çatalhöyük: the development of religiosity during the early prehistory of Western Asia, 20,000-7000 BC in Theorizing Religions Past (Eds. Whitehouse, H. and Martin, L. H.) AltaMira Press, Walnut Creek CA, pp. 17–43
- Mithen, S. J. (2003) Handaxes: the first aesthetic artefacts in Evolutionary Aesthetics (Ed. Voland, E.) Springer-Verlag, Berlín, pp. 261–275

### Reseñas de libros
- Mithen, S. J. (2008). «Review of "On Deep History and the Brain" by Daniel Lord Smail». En London Review of Books. 24 de enero.
- Mithen, S. J. (2006). «Review of "Before the Dawn: recovering the lost history of our ancestors" by Nicholas Wade». En New Scientist. 8 de abril.
- Mithen, S. J. (2006). «Review of "Çatalhöyük: the Leopard's Tale. Revealing the mysteries of Turkey's ancient town" by Ian Hodder». En Times Higher Educational Supplement. 19 de agosto.
- Mithen, S. J. (2006). «Review of "The Archaeology of Warfare: prehistories of raiding and conquest", edited by Elizabeth Arkush and Mark Allen». En New Scientist. 22 de julio, pp. 54-55.
- Mithen, S. J. (2006). «Review of "The Metaphysics of Apes: negotiating the animal-human boundary" by Raymond Corby». En Cambridge Archaeological Journal. 16, pp. 257-258.
- Mithen, S. J. (2006). «Review of "The Quest for the Shaman" by M & S Aldhouse Green». En Times Higher Educational Supplement. 26 de agosto. ISSN 0379-7724
- Mithen, S. J. (2006). «Review of "Understanding Early Civilisations" by Bruce Trigger». En Journal of the Royal Anthropological Institute. 12, pp. 683-684.
- Mithen, S. J. (2003). Review of 'The Museum of the Mind' by J Mack New Scientist, 5 April 2003, 52.

### Otras publicaciones
- Machin, A. J.; Hosfield, R. T. y Mithen, S. J. (2006). «Quantifying the Functional Utility of Handaxe Symmetry: an experimental butchery approach». En ADS. York. http://ads.ahds.ac.uk/catalogue/resources.html?butchery_ba
- Mithen, S. J. (2003). «Of ice and men». En Times Educational Supplement Teacher Magazine, pp. 8-11.
- Mithen, S. J. (2003). «Stepping out: when and why did our forebears first disperse from their African home?». En Planet Earth NERC, pp. 28-29.
- Mithen, S. J. (2003). «Thoroughly mobile minds». En New Scientist. 178, pp. 40-41.
- Mithen, S. J. (2003). «Travels in time put flesh on forebears». En Times Higher Educational Supplement, pp. 22-23.